# Rafał Piszcz
Rafał Maciej Piszcz (Poznań, 24 de octubre de 1940–Poznań, 12 de septiembre de 2012) es un deportista polaco que compitió en piragüismo en la modalidad de aguas tranquilas.
Participó en tres Juegos Olímpicos de Verano, entre los años 1964 y 1972, obteniendo una medalla de bronce en Múnich 1972, en la prueba de K2 1000 m.

## Palmarés internacional
| Juegos Olímpicos | Juegos Olímpicos | Juegos Olímpicos  | Juegos Olímpicos |
| Año              | Lugar            | Medalla           | Competición      |
| ---------------- | ---------------- | ----------------- | ---------------- |
| 1972             | Múnich (RFA)     | Medalla de bronce | K2 1000 m        |